# Slunečnicový olej

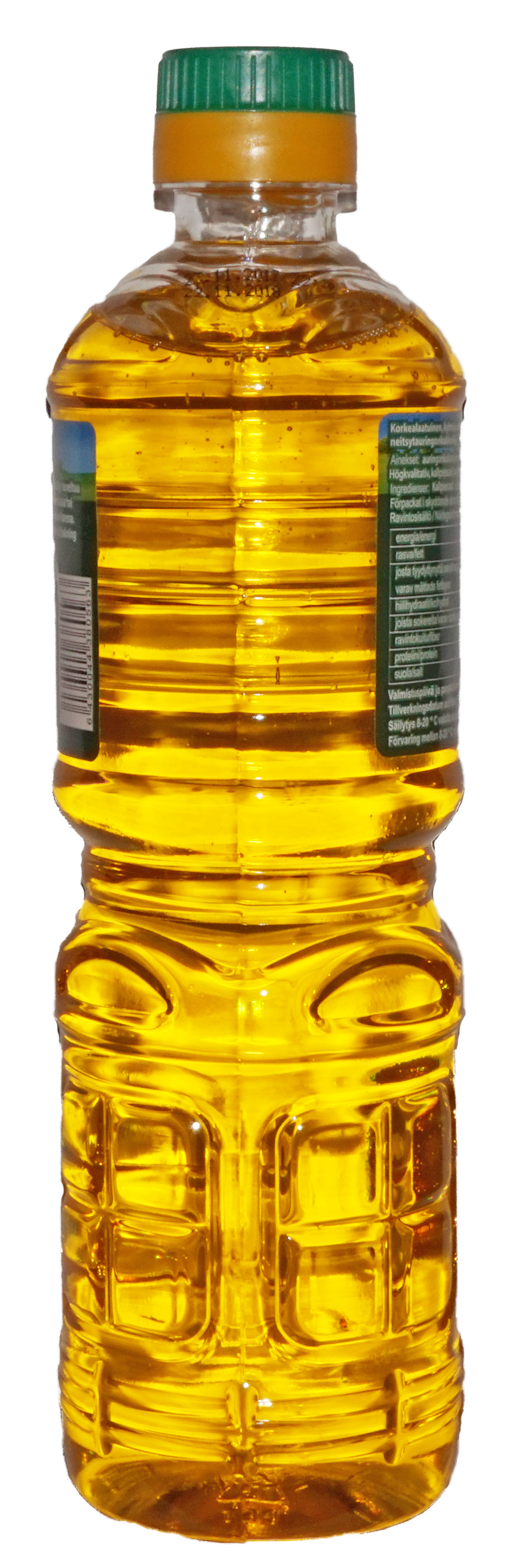
Slunečnicový olej

Slunečnicový olej je netěkavý olej získávaný ze semen slunečnice (Helianthus annuus). Běžně se používá jako jedlý olej do potravin a také jako zvláčňující složka v kosmetických přípravcích.

## Složení
Slunečnicový olej obsahuje především kyselinu linolovou ve formě triacylglycerolu. Britský lékopis obsahuje tento profil:
- kyselina palmitová: 4 až 9 %,
- kyselina stearová: 1 až 7 %,
- kyselina olejová: 14 až 40 %,
- kyselina linolová: 48 až 74 %.

Vyrábí se několik typů slunečnicového oleje, například s vysokým obsahem kyseliny linolové, s vysokým obsahem kyseliny olejové nebo se středním obsahem kyseliny olejové. Olej s vysokým obsahem kyseliny linolové jí obsahuje obvykle nejméně 69 %. Olej s vysokým obsahem kyseliny olejové jí obsahuje alespoň 82 %. Na profil nenasycených mastných kyselin má silný vliv genetika a podnebí. V posledním desetiletí[kdy?] byl ve Španělsku vyvinut také slunečnicový olej s vysokým obsahem kyseliny stearové, aby se nemusely v potravinářství používat hydrogenované oleje.
Slunečnicový olej obsahuje také lecitin, tokoferoly, karotenoidy a vosky. Jeho vlastnosti jsou typické pro rostlinný triglyceridový olej. Má nevýraznou chuť a vzhled, obsahuje velké množství vitaminu E. Je kombinací mononenasycených a polynenasycených tuků s nízkým obsahem nasycených tuků.

## Fyzikální vlastnosti
Slunečnicový olej je při pokojové teplotě kapalný. Rafinovaný olej je čirý a slabě jantarově zbarvený, má slabý tukový pach.
| teplota rozkladu (rafinovaný)   | 232 °C    |
| teplota rozkladu (nerafinovaný) | 107 °C    |
| hustota (25 °C)                 | 917 kg/m3 |
| index lomu (25 °C)              | ≈1,473    |

## Použití
Slunečnicový olej se používá na smažení a fritování. V kosmetice se používá pro své zvláčňující vlastnosti a je považován ze nekomedogenní. Pro kosmetické přípravky má dostatečnou trvanlivost jen varianta s vysokým obsahem kyseliny olejové. INCI název pro slunečnicový olej je Helianthus Annuus (Sunflower) Seed Oil.